# بیرچ هیل (ویسکانسین)
بیرچ هیل (به انگلیسی: Birch Hill) یک منطقهٔ مسکونی در ایالات متحده آمریکا است که در Sanborn واقع شده‌است. بیرچ هیل ۲۹۳ نفر جمعیت دارد و ۳۲۸٫۸۸ متر بالاتر از سطح دریا واقع شده‌است.